# Salem (Utah)
Pour les articles homonymes, voir Salem.
La ville américaine de Salem est située dans le comté d'Utah, dans l’État de l’Utah. Sa population s’élevait à 6 423 habitants lors du recensement de 2010.

## Source
- (en) Cet article est partiellement ou en totalité issu de l’article de Wikipédia en anglais intitulé « Salem, Utah » (voir la liste des auteurs).